# Чарльз Вілкінс
Сер Чарльз Вілкінс (англ. Charles Wilkins; 1749 — 13 травня 1836) — англійський друкар і сходознавець, відомий як перший перекладач «Бгаґавад-Ґіти» англійською мовою і як автор першого набірного шрифту деванаґарі. Лицар Королівського гвельфського ордена, член Королівського товариства.

## Біографія
Народився в місті Фрум в англійському графстві Сомерсет в 1749 році. У 1770 році вирушив до Індії, в Колкату, перебуваючи на службі в Ост-Індійській компанії. Його здібності до вивчення іноземних мов дозволили йому швидко освоїти перську і бенгальську мови. Чарльз Вілкінс брав активну участь у розробці першого шрифту для друку бенгальською мовою. Опублікував першу надруковану друкарським способом книгу цією мовою, заробивши собі прізвисько «індійського Кекстона». Розробив шрифт для публікації книг перською мовою.
У 1781 році був призначений перекладачем з перської та бенгальської мов для Комісара з доходів і начальником преси Компанії. Він успішно переклав королівський автограф, написаний писемністю ранджана, що вважався нерозбірливим. У 1784 році Вілкінс допомагав Вільяму Джонсу в створенні Азійського товариства у Колкаті. Потім Вілкінс, якого підтримував у своїй діяльності губернатор Британської Індії Воррен Гастінгс, переїхав до священного міста Варанасі, де вивчав санскрит у Пандита Калінафи.
Розпочав роботу над перекладом «Магабгарати». Хоча він так і не завершив переклад, окремі його частини були згодом опубліковані. Найбільше значення з них мала «Бгаґават-Ґіта», опублікована в 1785 році під назвою «Бгаґават-Ґіта, або Діалоги Крішни і Арджуни». Переклад Вілкінса «Бгаґават-Ґіти» був першим в історії санскритським текстом, безпосередньо перекладеним однією з європейських мов; незабаром були здійснені переклади французькою (1787), російською (1788), німецькою (1802) та іншими мовами. Інтерпретація саме цього твору справила великий вплив на романтичну літературу і на європейське сприйняття індуїстської філософії.
З від'їздом Гастінгса з Індії, Вілкінс втратив свого головного покровителя. Він повернувся в Англію в 1786 році, де одружився з Елізабет Кібл. У 1787 році Вілкінс здійснив переклад збірки байок «Гітопадеші». У 1788 році був обраний членом Королівського товариства. У 1800 році йому було запропоновано обійняти посаду першого директора Індійської домашньої бібліотеки, яка з часом стала всесвітньо відомою Індійською кабінетною бібліотекою (нині Східна колекція Британської бібліотеки). У 1801 році він став бібліотекарем Ост-Індійської компанії, пізніше був призначений екзаменатором у Коледжі Ост-Індійської компанії, який був заснований в 1805 році.
Одночасно з активною громадською діяльністю, Чарльз Вілкінс ці роки також присвятив створенню першого в Європі шрифту для деванаґарі. У 1808 році він опублікував з його допомогою свою граматику санскриту. Крім власних робіт, Вілкінс надрукував в 1810 році нове видання «Перського і арабського словника» Джона Річардсона, також опублікував каталог рукописів, зібраних Вільямом Джонсом.
У 1833 році король Георг IV вручив йому Королівський гвельфський Орден і посвятив в лицарі на знак визнання його заслуг у східних науках. Помер Вілкінс у Лондоні у віці 86 років.

## Наукові праці
- Bhagavat-geeta, or Dialogues of Kreeshna and Arjoon (1785)
- The Heetopades of Veeshnoo-Sarma, in a Series of Connected Fables, Interspersed with Moral, Prudential and Political Maxims (1787)
- Grammar of the Sanskrita Language (1808)
- Persian and Arabic Dictionary. A Vocabulary Persian, Arabic, and English; Abridged from the Quarto Edition of Richardson's Dictionary (1810)